# Ракетний удар по торговельному центру в Кременчуці
Ракетний удар по ТЦ «Амстор» у Кременчуці — терористичний акт, здійснений Збройними силами Російської Федерації 27 червня 2022 року. За даними президента України Зеленського, під час теракту в центрі перебували близько 1000 людей.
Близько 15:40 в Полтавській області оголосили сигнал повітряної тривоги. О 16:00 голова Полтавської військово-цивільної адміністрації Дмитро Лунін повідомив, що Росія завдала ракетного удару по Кременчуку. Через кілька хвилин мер Кременчука Віталій Малецький уточнив, що удару завдано в людне місце, яке не має стосунку до військових дій — у торговельний центр «Амстор».
Від удару також постраждав стадіон «Кремінь-Арена». Пізніше голова Полтавської ОВА Дмитро Лунін додав, що пошкодження спорткомплексу спричинене вибухом другої ракети, яка влучила у проїзд між цехом заводу «Кредмаш» та теплицею, а вибухова хвиля пройшла над парком зі ставком і пошкодила територію бази ФК «Кремінь», яка розташована приблизно за 250 метрів від епіцентру вибуху.
З початку повномасштабного вторгнення Росії з лютого 2022 року обстріл торговельного центру «Амстор» став п'ятим нападом на місто і найтрагічнішим за кількістю жертв. Попередні атаки відбулись 2 та 24 квітня, 12 травня та 18 червня. У місті було оголошено триденну жалобу.
30 червня безневинних жертв російської збройної агресії відспівали в Троїцькому храмі російської православної церкви в Україні

## Терористична атака

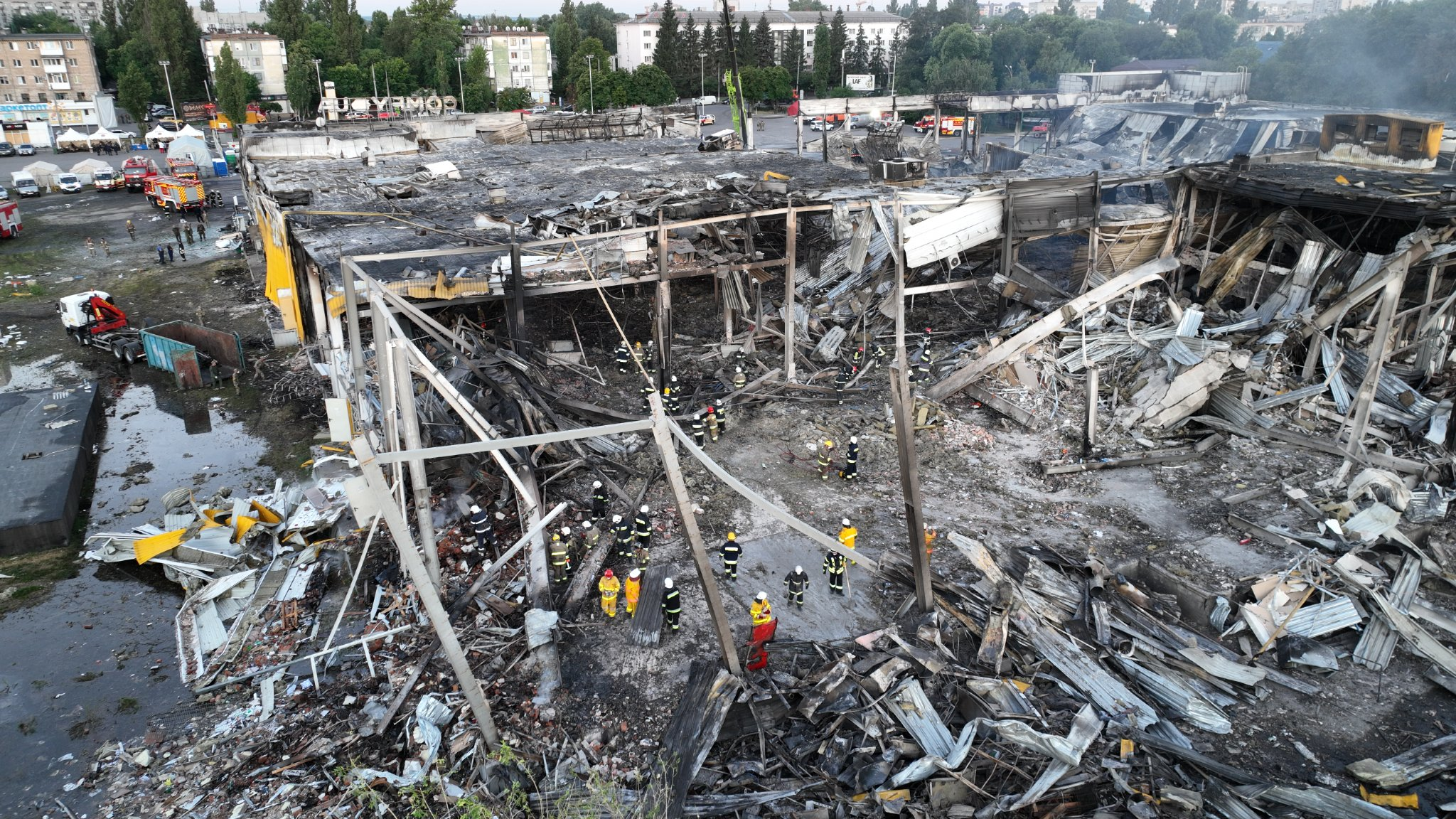
Руїни ТЦ

ПКС Росії здійснили запуск ракети Х-22 з літака Ту-22М3 з курського напрямку. За початковими даними, до удару по торговому центру можуть бути причетні льотчики 52-го гвардійського важкого бомбардувального авіаційного полку (в/ч № 33310), що базується на військовому аеродромі Шайківка в Калузькій області. За даними керівника Полтавської обласної військової адміністрації Дмитра Луніна, щонайменше 16 людей загинуло і 56 отримало поранення. Масштаби і характер пожежі, площа якої склала 10 300 м², змусили державні органи залучати до її гасіння та пошуково-рятувальних робіт оперативні групи ДСНС Полтавської, Черкаської, Кіровоградської областей та міста Києва.
Станом на ранок наступного дня, 28 червня, було відомо про 20 загиблих, 36 зниклих безвісти, лікарі надали допомогу 59 постраждалим.
Постраждалі були й серед рятувальників ДСНС: 29 червня близько 4-ї години ранку, під час підготовки до демонтажу залізобетонних плит стався зсув однієї з них. Троє співробітників ДСНС отримали травми. Відомо, що у одного з них перелом кісток тазу, у ще одного — закрита черепно-мозкова травма і розтягнення зв'язок правої ноги. Вони госпіталізовані, загрози їхньому життю немає.
30 червня під завалами будівлі було виявлено тіла ще п'ятьох людей.
1 липня встановлена кількість виявлених загиблих сягнула 19 осіб, ідентифіковано 17 загиблих, з них працівників одна особа ТЦ «Амстор», вісім осіб — працівники «Сільпо», 7 відвідувачів та 1 працівник магазину «EVA». Збігів профілів ДНК, за якими не змогли встановити — 4 особи. Наразі надійшло 44 звернення про безвісти зниклих громадян. З них місце перебування 23 осіб вже було встановлено. У розшуку 21 особа, яких 17 ідентифікували як загиблих. Загалом до медиків за допомогою зверталася 101 особа. З них госпіталізовано було 54 особи, з яких у тяжкому стані — 31. Одна з госпіталізованих осіб померла у лікарні.

## Жертви атаки
Станом на ранок 1 липня з-під завалів торговельного центу було виявлено 28 фрагментів тіл.
|    | Прізвище, ім'я, по батькові       | Дата народження (вік)      | Про особу |
| -- | --------------------------------- | -------------------------- | --- |
| 1  | Бригадиренко Тетяна Володимирівна | 28 серпня 1999 (22 роки)   | Консультантка мобільних аксесуарів, поховали 4 липня                                                                        |
| 2  | Величко Альона Володимирівна      | 1978 (44 роки)             | Відвідувачка ТЦ «Амстор», поховали 7 липня                                                                                  |
| 3  | Винник Софія Анатоліївна          | 24 вересня 2002 (19 років) | Адміністраторка у мережі Eva                                                                                                |
| 4  | Вовненко Анна Григорівна          | 2001 (21 рік)              | Відвідувачка ТЦ «Амстор», студентка, поховали 6 липня                                                                       |
| 5  | Возний Костянтин                  | 1987 (35 років)            | Консультант у мережі Comfy, 6 липня попрощалися у Свято-Миколаївському соборі ПЦУ                                           |
| 6  | Грицай Євген                      | 17 вересня 1994 (27 років) | Співробітник у мережі Comfy, 6 липня попрощалися у Свято-Миколаївському соборі ПЦУ                                          |
| 7  | Демидов В'ячеслав                 | 10 березня 1999 (23 роки)  | Продавець побутової техніки у мережі Comfy, 4 липня попрощалися у Свято-Миколаївському соборі ПЦУ                           |
| 8  | Дмитриченко Олена                 | 1981 (41 рік)              | Відвідувачка ТЦ «Амстор», адвокатка                                                                                         |
| 9  | Красюк Андрій Володимирович       | 1980 (42 роки)             | Продавець побутової техніки у мережі Comfy                                                                                  |
| 10 | Крючков Микола                    | 1998 (24 роки)             | Консультант у мережі Comfy                                                                                                  |
| 11 | Маркович Сергій Олександрович     | 1983 (39 років)            | Продавець побутової техніки у мережі Comfy, поховали 5 липня                                                                |
| 12 | Микитенко Юрій Вікторович         | 1987 (35 років)            | Продавець побутової техніки у мережі Comfy, 7 липня попрощалися у Троїцькому храмі російської православної церкви в Україні |
| 13 | Миколенко Руслан                  | 15 вересня 1995 (26 років) | Консультант у мережі Comfy, поховали 6 липня                                                                                |
| 14 | Нікіфорова Лілія Іванівна         | 8 серпня 1968 (53 роки)    | Відвідувачка ТЦ «Амстор», співробітник Полтавського краєзнавчого музею                                                      |
| 15 | Павленко Ольга Миколаївна         | 1984 (38 років)            | Відвідувачка ТЦ «Амстор», мисткиня, керівниця студії мистецтв «Кольорово»                                                   |
| 16 | Пирхало Оксана                    | 26 лютого 1974 (48 років)  | Відвідувачка ТЦ «Амстор», власниця салону краси названий на честь її дітей «Іван та Мар'я», поховали 2 липня                |
| 17 | Полякова Олена                    | 1991 (31 рік)              | Кредитний фахівець у мережі Comfy, поховали 5 липня                                                                         |
| 18 | Поштаренко Оксана                 | 1992 (30 років)            | Касир у мережі Comfy, поховали 3 липня в Звенигородці на Черкащині                                                          |
| 19 | Проценко Олександр Іванович       | 21 серпня 1965 (56 років)  | Відвідувач ТЦ «Амстор», поховали 5 липня                                                                                    |
| 20 | Сидоров Даниїл                    | 1996 (26 років)            | Консультант у мережі Comfy, поховали на Свиштівському кладовищі 7 липня                                                     |
| 21 | Совенко Юлія Германівна           | 1975 (47 років)            | Відвідувач ТЦ «Амстор», медсестра, поховали 6 липня в Майбородівці                                                          |
| 22 | Коханівська Лариса                | 1971 (51 рік)              | Прибиральниця в магазині Comfy, тіло не знайдено                                                                            |

## Розслідування
28 червня МВС України визначило імена російських льотчиків, які здійснили запуск ракет по торговельному центру в Кременчуку. Генеральний Прокурор України Венедіктова заявила про ймовірність, що ракетний удар буде розглядатися в Міжнародному кримінальному суді як злочин проти людяності.
InformNapalm опублікував дані, що військовими злочинцями виявилися льотчики 52-го гвардійського важкого бомбардувального авіаційного полку (в/ч № 33310), що базується на військовому аеродромі Шайківка в Калузькій області. На озброєнні цього авіаполку перебувають бомбардувальники Ту-22М3, які випустили ракети Х-22 по ТРЦ. За даними СБУ, самі ракети було випущено в повітряному просторі Курської області.
У перші дні після трагедії на місці влучання російської ракети працювали 26 спеціалістів-криміналістів, були залучені пересувні криміналістичні лабораторії полтавської, київської та луганської поліції. За допомогою технології швидкісного встановлення ДНК уже впродовж перших 20 годин вдалося ідентифікувати сильно обгорілі фрагменти тіл загиблих людей, а станом на 8 липня вдалось ідентифікувати 20 осіб зі списків зниклих безвісти.

## Кваліфікація як воєнного злочину
Російське видання Meduza написало, що подія навіть без жертв серед цивільного населення має всі ознаки воєнного злочину. Згідно Гаазької конвенції, «бомбардування з повітря, які виходять межі бомбардувань військових об'єктів, неприпустимі щодо міста, яке не обороняється».
Лідери G7 заявили про засудження воєнного злочину і про те, що президент РФ Путін і всі винні будуть притягнуті до відповідальності.

## Реакція

### Україна
Колишній Уповноважений Президента України з прав дитини (2014—2021) Микола Кулеба припустив, що трагедія стала наймасовішим вбивством українських дітей з початку повномасштабної війни Росії проти України.
Президент України Володимир Зеленський заявив: «Російський удар по торговельному центру в Кременчуці – один з найбільш зухвалих терористичних актів в історії Європи. Там було близько тисячі людей. Багато людей встигли вийти. Але всередині ще залишались працівники та частина відвідувачів».

### Міжнародна спільнота
Прем'єр-міністр Британії Борис Джонсон засудив жорстокість та варварство росіян та висловив співчуття постраждалим, підтвердивши підтримку України.
Держсекретар США Ентоні Блінкен назвав напад «звірством».
Представник ЄС Жозеп Боррель заявив: «Це ще один жахливий акт у серії нападів на цивільних осіб та цивільну інфраструктуру з боку ЗС РФ, включаючи недавні ракетні обстріли цивільних будівель та інфраструктури в Києві та інших регіонах». Дипломат назвав продовження обстрілу мирних жителів воєнним злочином та сказав, що Росія буде притягнута до відповідальності.
Президент Франції Емманюель Макрон написав, що атака — це «абсолютний жах». Напад також засудили президенти Литви і Польщі Ґітанас Науседа та Анджей Дуда. Американський письменник Стівен Кінг написав, що «російські удари по українських цивільних об'єктах — це терористичні атаки».
Папа Римський Франциск І назвав ракетний удар останнім у низці «варварських нападів».
З приводу атаки Рада Безпеки ООН 28 червня 2022 року провела засідання щодо «підтримання миру та безпеки».

### Росія
Міністерство оборони Росії заперечує завдання ракетного удару по торговому центру, заявивши, що метою були ангари Збройних сил України із західним озброєнням, стверджуючи, ніби сам торговий центр «не функціонував», а пожежа почалася через «детонацію боєприпасів, що зберігалися на заводі».

#### Критика російської позиції
На початкове замовчування всіма російськими державними ЗМІ трагедії, а потім і відверту дезінформацію звернули увагу провідні світові ЗМІ, такі як The Guardian. BBC опублікувала фактчекінг поширених серед російських представників тез, який вказав на безпідставність та суперечливість цих заяв:
- «Торговий центр не функціонував». Безліч джерел суперечить цьому твердженню: репортери Бі-Бі-Сі, які перебували на місці події, спілкувалися з покупцями та працівниками, які були всередині ТРЦ у момент удару; безліч повідомлень про зниклих безвісти, опублікованих у перші години після атаки у місцевих Телеграм-каналах, вказують, що зниклі люди або працювали в торговому центрі, або прямували туди за покупками; одна з постраждалих надала BBC відео, яке датовано 25 червня, і на якому відображені робочі магазини і люди, що входять до будівлі, а на Youtube доступне відео, зняте за лічені години до атаки, а також демонструє нормальну роботу ТРЦ. Заяви деяких Телеграм-каналів про те, що в торговому центрі не було жінок і дітей, що означає, що ТРЦ було перетворено на військову базу, також суперечить свідченням багатьох очевидців та відеозаписів в інтернеті.
- «Вибух боєприпасів поширив пожежу на торговельний центр». Камери спостереження, розташовані біля ставка приблизно за 600 метрів на північ від торгового центру, зафіксували два влучення ракет. В результаті аналізу відеозаписів та поєднання їх з картою місцевості було встановлено, що один удар був завданий в районі східної сторони ТРЦ, а другий — по північній стороні заводу, поряд з південним краєм ставка. Завод розташований приблизно за 300 метрів на північ від торгового центру, а самі будівлі розділені стіною, рослинністю та залізничними коліями, що робить малоймовірною версію загоряння ТРЦ внаслідок детонації боєприпасів.
- «Атака підлаштована і є провокацією». Це твердження суперечить заявам Міністерства оборони Росії, проте його озвучив перший заступник Постійного представника РФ в ООН Дмитро Полянський, описавши те, що сталося, як «нову українську провокацію в стилі Бучі». Жодних доказів підриву ТРЦ Україною, чи «інсценування» атаки, не було і не наводилося. BBC вказує, що подібна заява нагадує раніше викриті неправдиві заяви представників Росії про удар по пологовому будинку в Маріуполі та різанину в Бучі, і є прикладом поширеної практики російської сторони щодо закидання безлічі суперечливих і бездоказових тверджень відразу після атаки.

## Вшанування пам'яті

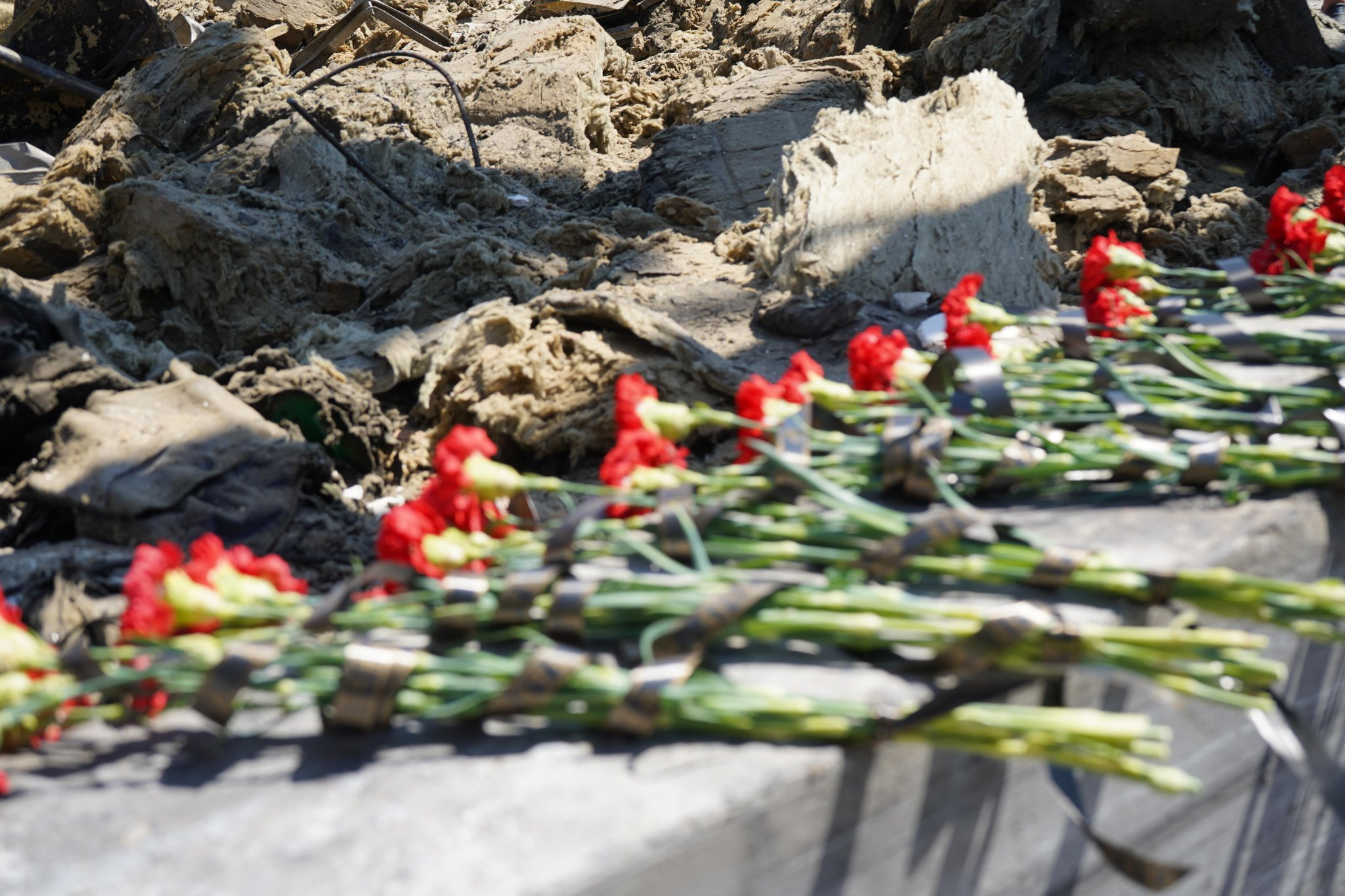
Квіти на руїнах

- 28-30 червня у Кременчуці оголошено днями триденної жалоби[61]. Люди запалювали свічки й приносили квіти на місце вбивства[62]. Було створено імпровізований меморіал[63].
- 28 червня, після закінчення виступу Зеленського, Рада Безпеки ООН вшанувала хвилиною мовчання пам'ять жертв російської атаки[64]. Встали всі присутні, включно з російською делегацією[65]. Представник Росії Дмитро Полянський назвав своїх колег на раді «безглуздими» та «непереконливими» за «просування української пропаганди»[65], а російська новинна агенція ТАРС подала інформацію як «РБ ООН вшанувала хвилиною мовчання пам'ять українців, які загинули під час кризи»[66].